# 나카지마정 (에히메현)
가와우치정(中島町)은 에히메현 난요지방에 있던 정이며, 온센군에 속했다.  트라이애슬론 나카지마 대회로 알려져 있다.캐치프레이즈는 '귤과 태양과 트라이애슬론의 섬'이다.

## 역사
- 1889년 12월 15일 - 정촌제 시행에 의해 가사하야군 진와촌, 무쓰노촌, 니시나카지마촌이 성립하였다.
- 1897년 4월 1일 - 가사하야군이 온센군, 구메군 와케군과 합병해 온센군이 되었다.
- 1952년 8월 1일 - 정으로 승격해 나카지마정이 되었다.
- 1959년 3월 31일 - 진와촌과 합병해 나카지마정이 되었다.
- 1960년 3월 31일 - 무쓰노촌을 편입하였다.
- 1963년 3월 31일 - 니시나카지마촌을 편입하였다.
- 2005년 1월 1일 - 호조시와 함께 마쓰야마시에 편입되어 나카지마정은 소멸하였다.

## 교통

### 도로
- 에히메현도 제41호선
- 에히메현도 제206호선